# Plantago albicans
Plantago albicans är en grobladsväxtart som beskrevs av Carl von Linné. Plantago albicans ingår i släktet kämpar, och familjen grobladsväxter. Inga underarter finns listade i Catalogue of Life.